# جائزة ألمانيا الكبرى 1969
جائزة ألمانيا الكبرى 1969 هو سباق فورمولا 1 أقيم بتاريخ 3 أغسطس 1969 في حلبة نوربورغرينغ، ألمانيا الغربية. كان السابع من أصل 11 في بطولة العالم لسباقات الفورمولا واحد موسم 1969. حلّ البلجيكي جاكي إيكس أولا بينما جاء البريطاني جاكي ستيورات في المركز الثاني وحصل على المركز الثالث بروس ماكلارين.